# Даніяр Усенов
Данія́р Усе́нов (кирг. Данияр Токтогулович Үсөнов; *9 березня 1960, Фрунзе) — киргизький політик, прем'єр-міністр Киргизстану з 21 жовтня 2009 по 7 квітня 2010.

## Життєпис
Здобув дві вищі освіти — інженера та юриста-правознавця. Знає киргизьку, російську та англійську мови.
На початку 1990-их років працював у Чуйській ОДА. В 1993—1994 рр. займав посаду Виконавчого директора Киргизько-Британської інвестиційної компанії. 1995 року став депутатом і віце-спікером Парламенту Киргизстану, водночас також був головою Комітету з податків, зборів, мита, банків та банківської діяльності Парламенту.
В 2000-—2005 роках займав різні посади в корпораціях та банках Киргизстану. З березня 2005 по лютий 2007 був віце-прем'єром країни. В жовтні 2007 року президент Киргизстану Курманбек Бакієв видав указ про призначення Усенова на посаду мера Бішкека. В липні 2008 року став головою управління Фонду розвитку Киргизької Республіки, а в січні 2009 — керівником адміністрації президента країни. 21 жовтня 2009 зайняв посаду прем'єр-міністра республіки. Пішов у відставку 7 квітня 2010 внаслідок другої революції у Киргизстані.